# Yuki Yokosawa
Yuki Yokosawa (横澤 由貴, Yokosawa Yuki), née le 29 octobre 1980 à Maebashi, est une judokate japonaise évoluant dans la catégorie des moins de 52 kg (poids mi-légers). Elle compte à son palmarès une médaille olympique et deux médailles mondiales.

## Biographie
Yokosawa se révèle entre 2000 et 2001 en obtenant plusieurs podiums dans des épreuves de coupe du monde. Sacrée championne nationale, elle est sélectionnée pour participer aux championnats du monde 2001 lors desquels elle termine au pied du podium puisque dominée par la Cubaine Legna Verdecia à l'occasion du combat pour la troisième place. Championne du monde par équipe en 2002 à Bâle, la Japonaise enlève la médaille de bronze lors des Mondiaux 2003. Yokosawa participe Jeux olympiques d'Athènes en 2004 au cours desquels elle s'illustre en devenant vice-championne olympique. Victorieuse de ses quatre premières confrontations, elle ne s'y incline que lors de la finale contre la Chinoise Xian Dongmei. 
En février 2005, la Japonaise est suspendue six mois en France après avoir été testée positive à l'issue d'un contrôle antidopage effectué une année plus tôt lors du Tournoi de Paris. La Fédération internationale de judo décide quant à elle de lui adresser un simple avertissement. Elle peut donc participer aux Mondiaux 2005 au cours desquels la Japonaise devient vice-championne du monde à nouveau battue en finale par une Chinoise, Li Ying.
Défaite par sa compatriote Yuka Nishida lors du Tournoi de Fukuoka en décembre 2005 puis lors des championnats du Japon en avril 2007, elle ne participe pas aux Mondiaux 2007 au cours desquels Nishida remporte la médaille de bronze. Elle a entre-temps décroché la médaille de bronze aux Mondiaux par équipes organisés à Paris en septembre 2006.
Elle s'est aujourd'hui retirée de compétition et enseigne dans un club de judo à Vancouver tout en suivant elle-même des cours d'anglais.

## Palmarès

### Jeux olympiques
- Jeux olympiques de 2004 à Athènes (Grèce) :
  -  Médaille d'argent dans la catégorie des moins de 52 kg (poids mi-légers).

### Championnats du monde
- Championnats du monde 2003 à Osaka (Japon) :
  -  Médaille de bronze dans la catégorie des moins de 52 kg (poids mi-légers).
- Championnats du monde 2005 au Caire (Égypte) :
  -  Médaille d'argent dans la catégorie des moins de 52 kg (poids mi-légers).

### Tournois majeurs
- 2 podiums au Tournoi de Paris (3e 2002, 2e en 2004).
- 1 podium dans la Coupe Jigoro Kano (3e en 2007).
- 5 podiums au Tournoi de Fukuoka (3e en 2000, 1er en 2001, 2e en 2003, 1er en 2004, 2e en 2005).